# Natação nos Jogos Pan-Americanos de 2023 - 100 m peito feminino
A competição de 100 m peito feminino da natação nos Jogos Pan-Americanos de 2023 foi disputada em 21 de outubro no Centro Acuático Estadio Nacional, em Santiago, no Chile. No total, competiram 23 atletas de 17 Comitês Olímpicos Nacionais (CON).

## Calendário
Horário local (UTC-4).
| Data          | Horário | Fase          |
| ------------- | ------- | ------------- |
| 21 de outubro | 09:34   | Eliminatórias |
| 21 de outubro | 16:36   | Final B       |
| 21 de outubro | 16:41   | Final A       |

## Medalhistas
| Ouro   | CAN Rachel Nicol      |
| Prata  | CAN Sophie Angus      |
| Bronze | ARG Macarena Ceballos |

## Recordes
Antes desta competição, os recordes mundiais e dos Jogos Pan-Americanos da prova eram os seguintes:
| Tipo                             | Atleta          | Tempo   | Local     | Data                |
| -------------------------------- | --------------- | ------- | --------- | ------------------- |
|                                  | USA Lilly King  | 1m04s13 | Budapeste | 25 de julho de 2017 |
| Recorde dos Jogos Pan-Americanos | USA Katie Meili | 1m05s64 | Toronto   | 17 de julho de 2015 |

## Resultados

### Eliminatórias
Qualificação: Os oito mais rápidos (QA) qualificam-se para a final A e os próximos oito mais rápidos (QB) qualificam-se para a final B.
As eliminatórias foram realizadas em 21 de outubro.
| Pos. | Bateria | Raia | Atleta              | Nacionalidade                       | Tempo   | Notas |
| ---- | ------- | ---- | ------------------- | ----------------------------------- | ------- | ----- |
| 1    | 3       | 5    | Rachel Nicol        | CAN Canadá                          | 1:08.10 | QA    |
| 2    | 3       | 4    | Macarena Ceballos   | ARG Argentina                       | 1:08.12 | QA    |
| 3    | 1       | 4    | Sophie Angus        | CAN Canadá                          | 1:08.19 | QA    |
| 4    | 4       | 3    | Stefania Gómez      | COL Colômbia                        | 1:08.47 | QA    |
| 5    | 2       | 5    | Emma Weber          | USA Estados Unidos                  | 1:09.00 | QA    |
| 6    | 2       | 3    | Melissa Rodríguez   | MEX México                          | 1:09.32 | QA    |
| 7    | 2       | 4    | Jhennifer Conceição | BRA Brasil                          | 1:09.75 | QA    |
| 8    | 3       | 6    | Martina Barbeito    | ARG Argentina                       | 1:10.29 | QA    |
| 9    | 2       | 2    | Mercedes Toledo     | VEN Venezuela                       | 1:10.48 | QB    |
| 10   | 3       | 2    | Julia Sebastián     | ARG Argentina                       | 1:10.64 | QB    |
| 11   | 1       | 5    | Nichelly Lysy       | BRA Brasil                          | 1:10.81 | QB    |
| 12   | 1       | 6    | Emily Santos        | PAN Panamá                          | 1:10.92 | QB    |
| 13   | 2       | 6    | Fernanda Jiménez    | MEX México                          | 1:11.36 | QB    |
| 14   | 3       | 3    | Anna Keating        | USA Estados Unidos                  | 1:11.42 | QB    |
| 15   | 1       | 2    | Nicole Frank        | URU Uruguai                         | 1:11.44 | QB    |
| 16   | 3       | 7    | Daysi Ramírez       | CUB Cuba                            | 1:12.92 | QB    |
| 17   | 2       | 7    | Elisa Funes         | ESA El Salvador                     | 1:13.85 |       |
| 18   | 3       | 1    | Antonia Cubillos    | CHI Chile                           | 1:15.11 |       |
| 19   | 1       | 7    | Sabrina Lyn         | JAM Jamaica                         | 1:15.32 |       |
| 20   | 2       | 1    | Astrid Caballero    | PAR Paraguai                        | 1:15.92 |       |
| 21   | 1       | 1    | Zaylie Thompson     | BAH Bahamas                         | 1:16.75 |       |
| 22   | 2       | 8    | Ana Mack            | EAI Equipe de Atletas Independentes | 1:17.03 |       |
| 23   | 3       | 8    | Paola Cwu           | HON Honduras                        | 1:20.43 |       |

### Final B
A final B foi realizada em 21 de outubro.
| Pos. | Raia | Atleta           | Nacionalidade      | Tempo   | Notas |
| ---- | ---- | ---------------- | ------------------ | ------- | ----- |
| 9    | 6    | Emily Santos     | PAN Panamá         | 1:09.43 |       |
| 10   | 3    | Nichelly Lysy    | BRA Brasil         | 1:10.55 |       |
| 11   | 4    | Mercedes Toledo  | VEN Venezuela      | 1:10.58 |       |
| 12   | 5    | Julia Sebastián  | ARG Argentina      | 1:10.69 |       |
| 13   | 2    | Fernanda Jiménez | MEX México         | 1:11.05 |       |
| 14   | 1    | Nicole Frank     | URU Uruguai        | 1:11.60 |       |
| 15   | 7    | Anna Keating     | USA Estados Unidos | 1:11.73 |       |
| 16   | 8    | Daysi Ramírez    | CUB Cuba           | 1:13.48 |       |

### Final A
A final A foi realizada em 21 de outubro.
| Pos. | Raia | Atleta              | Nacionalidade      | Tempo   | Notas |
| ---- | ---- | ------------------- | ------------------ | ------- | ----- |
| 01 ! | 4    | Rachel Nicol        | CAN Canadá         | 1:07.28 |       |
| 02 ! | 3    | Sophie Angus        | CAN Canadá         | 1:07.55 |       |
| 03 ! | 5    | Macarena Ceballos   | ARG Argentina      | 1:07.68 |       |
| 4    | 6    | Stefania Gómez      | COL Colômbia       | 1:07.92 |       |
| 5    | 2    | Emma Weber          | USA Estados Unidos | 1:08.13 |       |
| 6    | 7    | Melissa Rodríguez   | MEX México         | 1:08.48 |       |
| 7    | 1    | Jhennifer Conceição | BRA Brasil         | 1:10.10 |       |
| 8    | 8    | Martina Barbeito    | ARG Argentina      | 1:10.91 |       |

Legenda
| Recorde mundial                  | Recorde mundial (World record)               |                       | Recorde africano                      | Recorde africano (African) |                                           | Q | Classificado por posição (Qualified) |
| Recorde dos Jogos Pan-Americanos | Recorde pan-americano (Pan-American record)  | Recorde da América    | Recorde da América (Americas)         | q                          | Classificado por melhor tempo (Qualified) |   |                                      |
| Melhor marca do ano              | Melhor marca do ano (World leading)          | Recorde asiático      | Recorde asiático (Asian)              | DNS                        | Não largou (Did not start)                |   |                                      |
| Recorde nacional                 | Recorde nacional (National record)           | Recorde europeu       | Recorde europeu (European)            | DNF                        | Não terminou (Did not finish)             |   |                                      |
| Recorde pessoal                  | Recorde pessoal do atleta (Personal best)    | Recorde da Oceania    | Recorde da Oceania (Oceania)          | DSQ / DQ                   | Desclassificado (Disqualified)            |   |                                      |
| Recorde da temporada             | Recorde da temporada do atleta (Season best) | Recorde sul-americano | Recorde sul-americano (South America) | NM                         | Sem marca (No mark)                       |   |                                      |